# Cicero Moraes
Cicero Moraes (ur. 13 listopada 1982) – brazylijski specjalista zajmujący się cyfrową grafiką 3D, specjalizujący się w sądowo-kryminalistycznej rekonstrukcji twarzy, projektowaniu, odtwarzaniu ludzkich powłok twarzoczaszki i ciał, całego szkieletu oraz realistycznej rekonstrukcji wyglądu różnych gatunków zwierząt.
Opracował rekonstrukcje twarzy postaci religijnych i historycznych, takich jak św. Antoni z Padwy, św. Maria Magdalena, św. Walenty, peruwiański dominikanin św. Marcin z Porres, peruwiańska mumia sprzed 4500 lat zwana Panią Czterech Broszek i peruwiański władca cywilizacji Moshe z miejscowości Sipan.
W dziedzinie weterynarii zaprojektował i modelował cyfrowo postacie zwierząt, m.in. żółwia, papugi ary, psa, gęsi i tukana.
Jest członkiem Mensy i Intertelu.

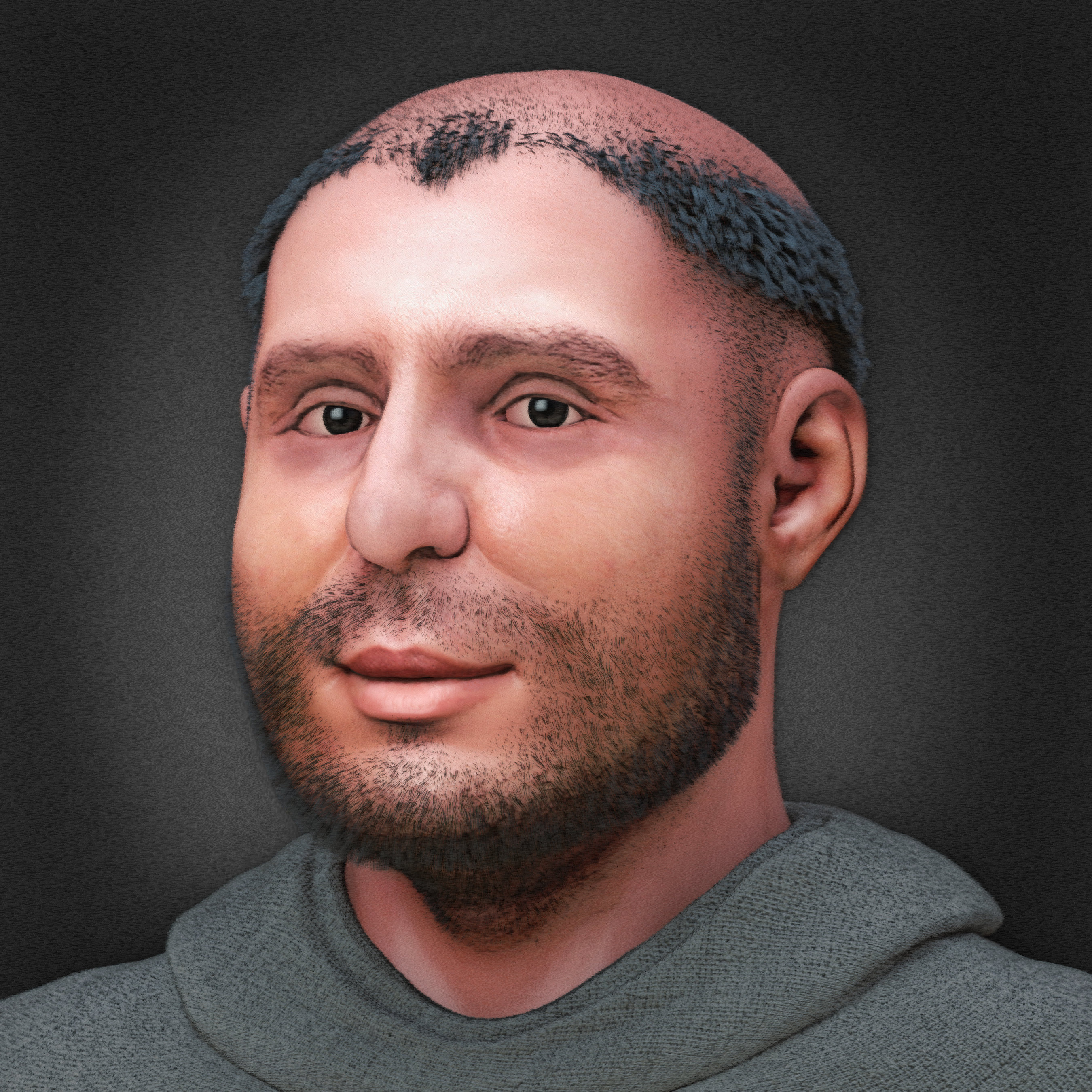
Antoni Padewski
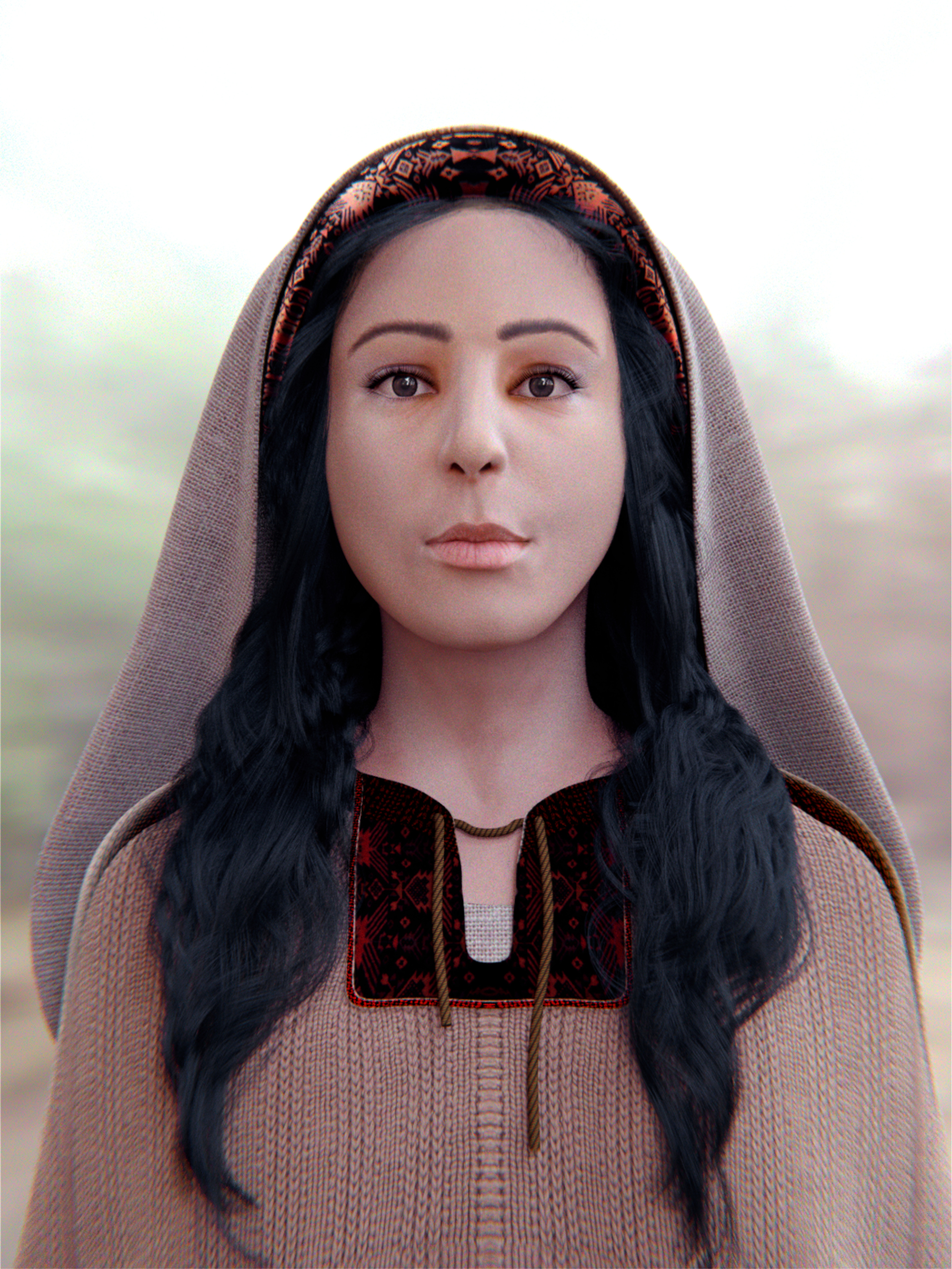
Maria Magdalena
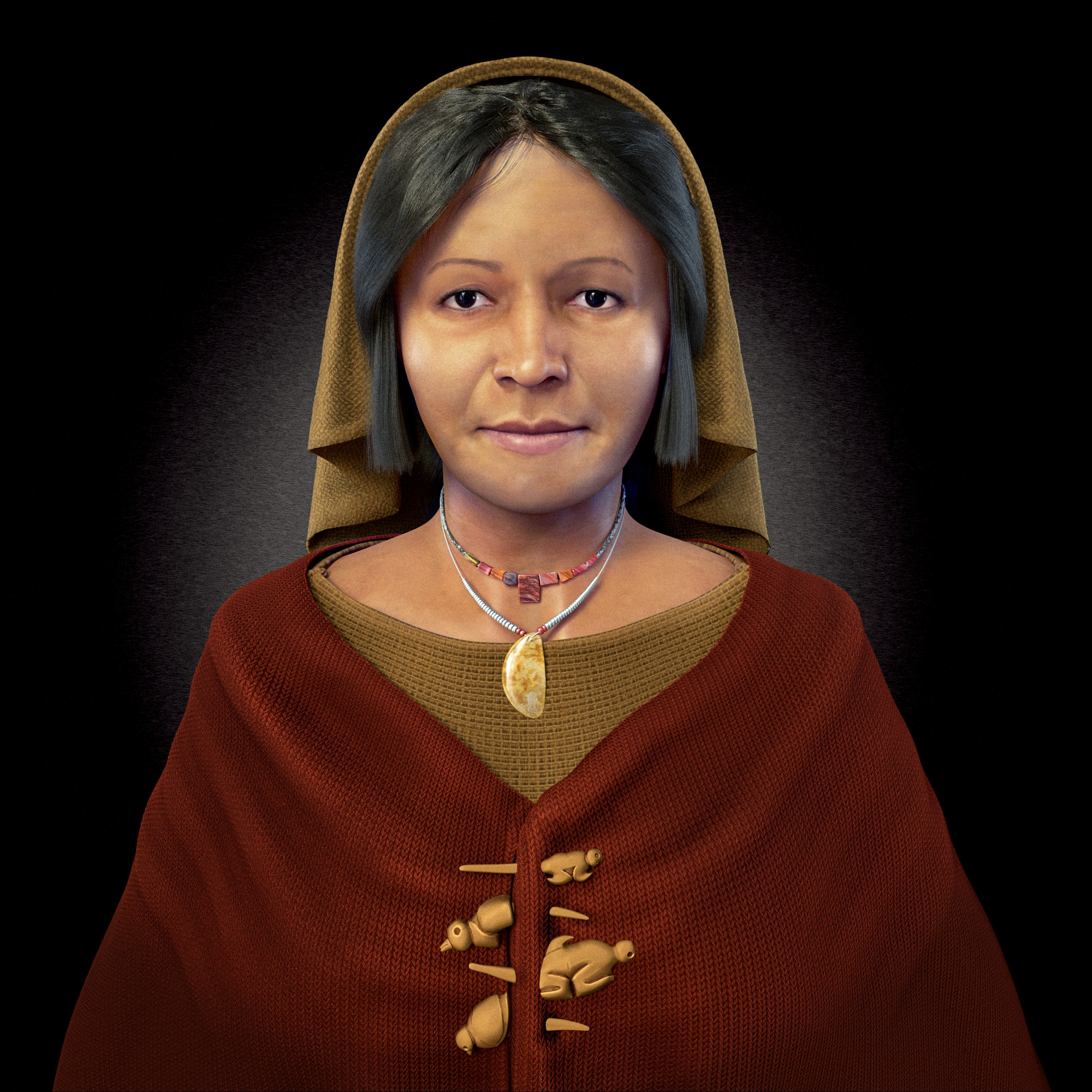
Pani Czterech Broszek (Dama de los Cuatro Tupus)
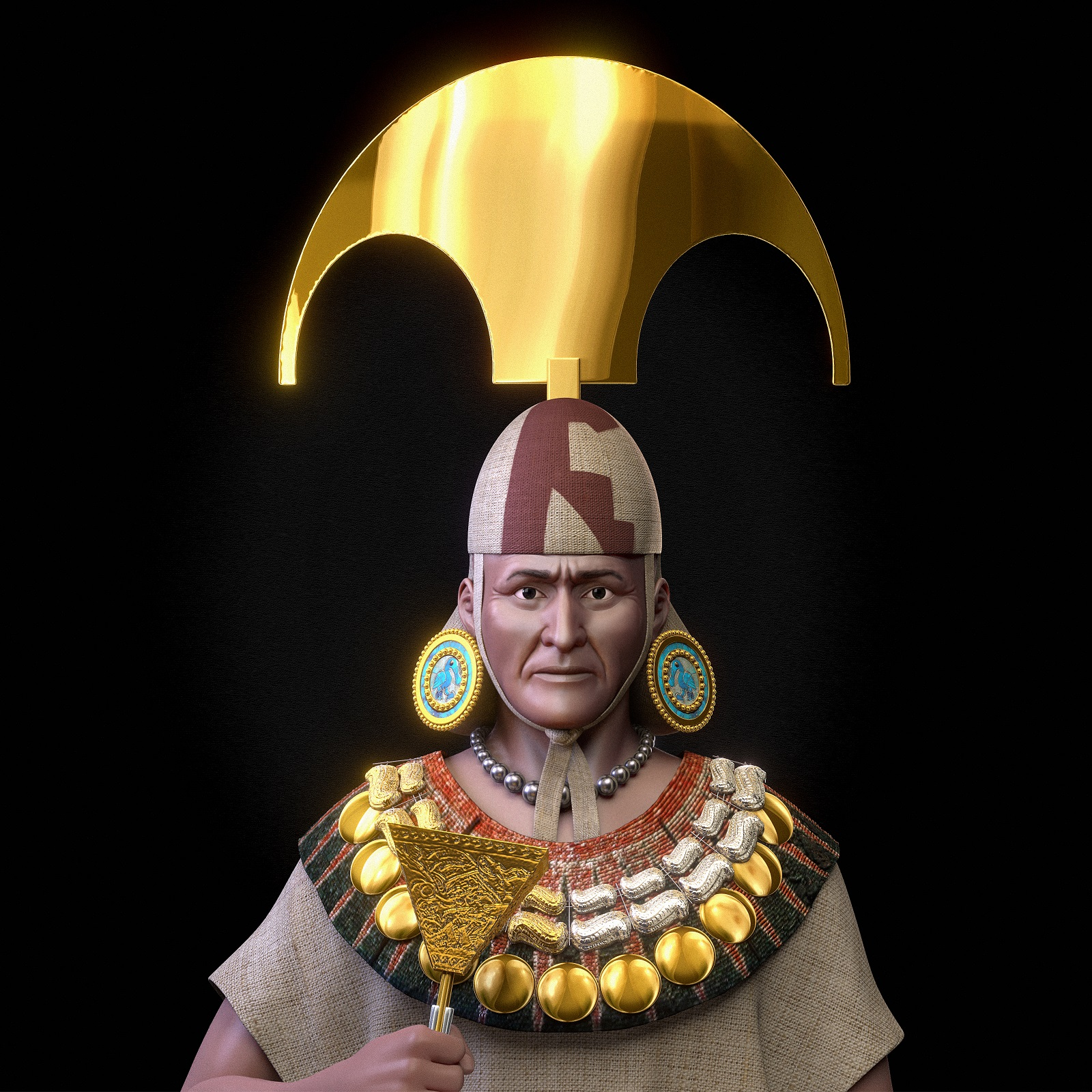
Pan z Sipán
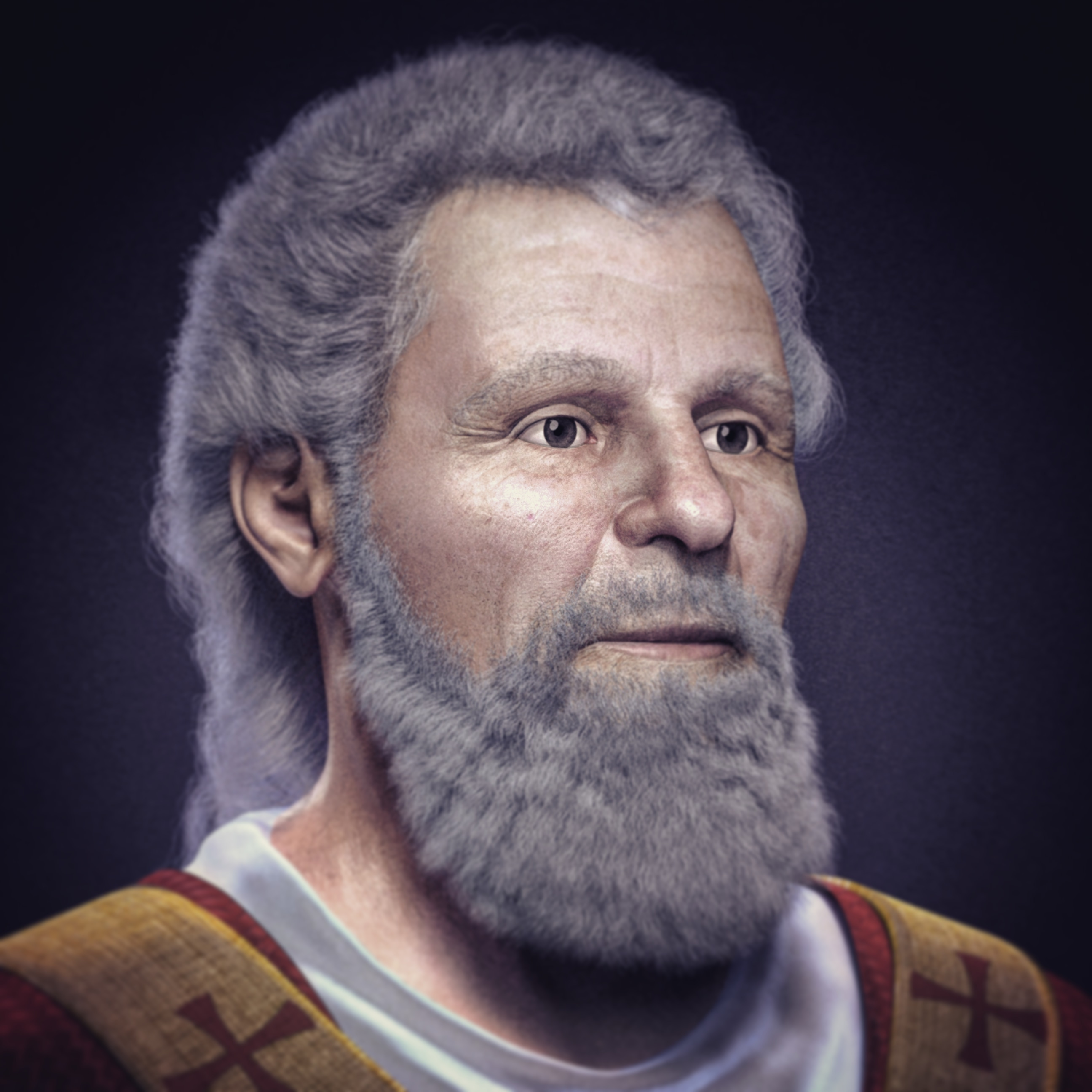
święty Walenty
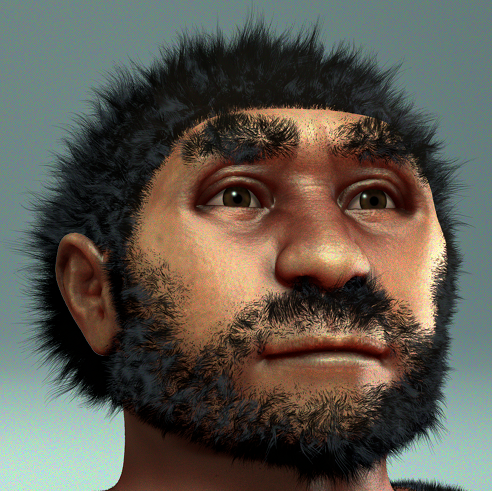
Homo erectus
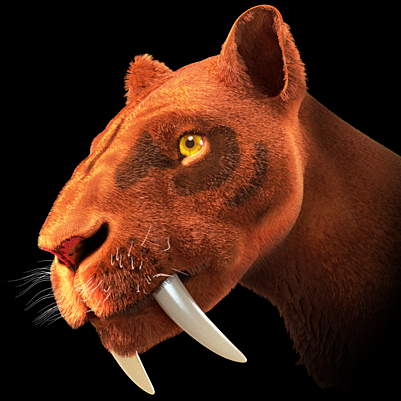
Smilodon (tygrys szablastozębny)